# Hillsboro (Virginie-Occidentale)
Hillsboro est une ville américaine située dans le comté de Pocahontas dans l'État de la Virginie-Occidentale. En 2010, sa population est de 260 habitants.
La ville doit son nom à John Hill, un pionnier ayant participé à sa fondation dans les années 1830.

## Personnalités
En 1892,  auteure Pearl S. Buck est née dans une grande maison blanche de deux étages à l’extrémité nord de la ville. 